# Drako GTE
Drako GTE – elektryczny samochód osobowy klasy luksusowej wyprodukowany pod amerykańską marką Drako w 2020 roku.

## Historia i opis modelu

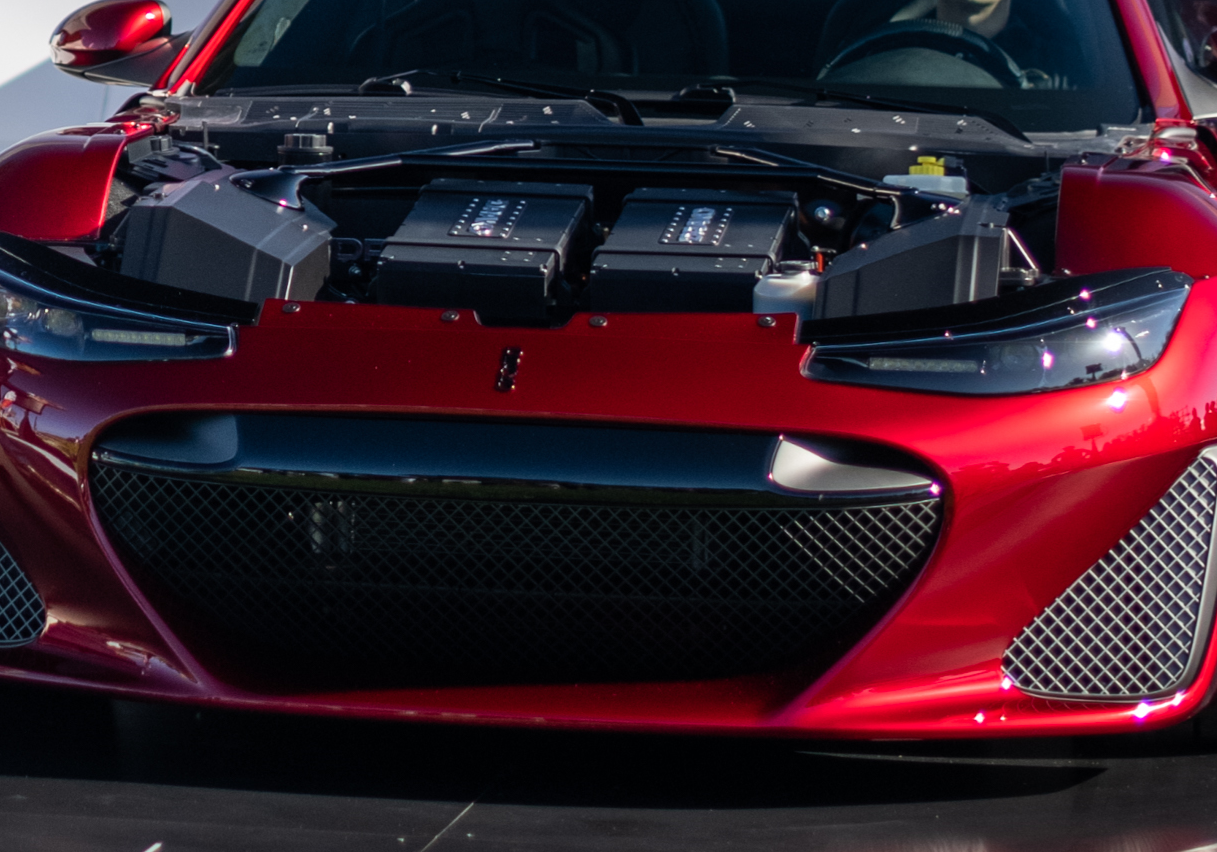
Drako GTE – układ napędowy

W sierpniu 2019 roku amerykańskie przedsiębiorstwo Drako Motors przedstawiło swój pierwszy seryjny pojazd w postacie pełnowymiarowego, lukusowego czteromiejscowego sedana o napędzie elektrycznym. 
Drako GTE powstał na bazie modelu Karma Revero GT (pochodnej Fiskera Karma), podobnie do niego przyjmując charakterystyczne proporcje z podłużną maską, masywnymi nadkolami i krótkim tylnym zwisem. Pas przedni zyskał dużą imitację wlotu powietrza w kształcie zaokrąglonego sześciokąta, z kolei reflektory przyjęły formę agresywnie stylizowanych.

### Sprzedaż
Drako GTE to samochód małoseryjny, który powstał w 2020 roku w limitowanej serii 25 egzemplarzy. Cena za sztukę to ok. 1,2 miliona dolarów amerykańskich.

### Dane techniczne
Drako GTE to samochód elektryczny, którego układ napędowy składa się z czterech silników elektrycznych o mocy 225 kW każdy. Łączna moc pojazdu wynosi 1200 KM, maksymalny moment obrotowy równa się 8800 Nm z kolei prędkość maksymalna wynosi 332 km/h. 90 kWh akumulator pozwala osiągnąć 402 kilometry zasięgu na jednym ładowaniu.